# Intrusió lingüística
La intrusió lingüística és terme encunyat pel sociolingüista valencià Lluís V. Aracil, i que forma part del model teòric segons el qual explica les situacions de conflicte lingüístic segons els processos de minorització lingüística, també desenvolupats per Aracil.
La intrusió es dona com una conseqüència de la interposició lingüística en les llengües que es troben en una situació de minorització. En primer lloc, cal tenir en compte que «la interposició s'instaura inicialment entre una comunitat lingüística (la de “x”) i la resta. En aquesta primera etapa, la comunitat lingüística en qüestió és envoltada per una altra (la de “y”) que en toca solament els confins, de tal manera que no l'afecta ben bé internament». Així, els usuaris de «x» en aquest estadi no pateixen cap ingerència de la llengua «y» en els usos lingüístics propis, sempre que aquests es mantinguin al si de la comunitat lingüística.
A partir d'aquesta situació inicial «y» comença a infiltrar-se en els usos comunicatius dels parlants de «x» en un procés que, a través de diverses etapes i transicions, finalitza amb la substitució lingüística de la llengua minoritzada, en favor de la llengua dominant. Quant a la naturalesa pròpia de la intrusió, però, cal defugir de confondre-la amb la interferència lingüística, la qual es pot produir en qualssevol situacions de contacte entre llengües, sense que s'hi doni un procés de substitució lingüística. En el procés d'intrusió lingüística, «la transició crucial ocorre quan “y” envaeix els àmbits públics, que les xarxes centralitzades i jerarquies de les institucions i els medis de masses li permeten de monopolitzar». Establerta ja «y» com a llengua pública, principalment en les situacions «formals» (tràmits legals, relacions amb l'administració, etc.), els parlants de «x» hi hauran de recórrer si volen desenvolupar-se plenament com a membres d'una societat, ja que «y» ha esdevingut un requisit per poder desenvolupar-se plenament com a membre de la comunitat. En aquest sentit, serà en els encontres entre parlants de «x» i parlants de «y» on es faran evidents les relacions de poder i de dominació, les quals es resoldran sempre a favor de «y».
En aquest context, la llengua «y» esdevé el capital simbòlic predominant, i força la bilingüització dels parlants de «x», ja que «y» esdevé l'idioma comú i general del conjunt de parlants en el qual s'insereix la comunitat lingüística de «x». El procés de bilingüització és unilateral, i de forma progressiva incorpora els parlants de «x» a la comunitat lingüística de parlants de «y», fins al punt que, a la llarga, es buida el grup de parlants unilingües de «x, alhora que augmenta el d'unilingües de «y» a mesura que els parlants de «x», ja esdevinguts bilingües, renuncien a la llengua pròpia a favor de la llengua dominant.
Al llarg d'aquest procés de substitució lingüística, de forma progressiva passa a donar-se per suposat el coneixement de «y», sobretot en les ocasions en les quals pot existir el dubte de si un dels interlocutors en una conversa és o no competent en «x». Així, es recorre a «y» com a llengua d'ús no marcat, ja que es pressuposa que tothom la coneix, mentre que no es pot pas assegurar que algú desconegut conegui també «x». Al final, els parlants de «x», ara ja bilingües, «empraran sempre “y”, excepte en llurs contactes més directes i privats amb altres parlants de “x”. Correlativament, “x” esdevindrà excepcional a mesura que serà usat només en aqueixos contactes». De la mateixa manera que «y» haurà esdevingut la llengua d'ús no marcat, el coneixement de la qual es donarà sempre per suposat, l'ús (i el coneixement) de «x» esdevindrà marcat, més encara en contextos en els quals se surti dels entorns més estrictament privats.
La conseqüència directa de la pèrdua d'usos de «x» és la fragmentació de la comunitat lingüística en grups cada cop més reduïts, de tal manera que «y» esdevé element cohesionador dels fragments dispersos de «x». D'aquesta manera, «“y” assumirà una funció cohesiva, estrictament correlativa —precisament complementària— de la disgregació de la comunitat lingüística de “x”. I aqueixa funció de “y” presenta totes aquelles ambivalències paradoxals i capcioses que són típiques de la interposició —excepte que les presenta d'una manera molt exagerada, perquè la intrusió interna s'afegeix a l'encerclament extern.»
La incorporació de «y» entre els parlants de «x» com a eina comunicativa d'ús ordinari prefigura el procés d'unilingüització en el qual es produirà un abandó progressiu de «x», prèvia adquisició de «y». D'aquesta manera, s'explica com es dona la substitució lingüística, passant d'un entorn monolingüe en «x» a un entorn monolingüe en «y», amb diversos estadis intermedis en els quals els usos de «x» es veuen progressivament reduïts fins a arribar a l'extinció.